# 榊原忠政
榊原 忠政（さかきばら ただまさ）は、戦国時代から安土桃山時代の武将。徳川家康の家臣。

## 生涯
家伝によれば父忠次は松平広忠の重臣で、忠政が生まれる前に戦没している。天文16年（1547年）幼少の徳川家康に附属して尾張・駿府へと従う。永禄3年（1560年）桶狭間の戦いで活躍。永禄6年（1563年）明大寺村における三河一向一揆との合戦では、肩を射られながらも3人を討ち取るという武功を立てた。一宮砦後詰めでも殿軍となって奮戦。長沢の戦いでは先駆けの功を賞されて「隼之助」の名を与えられる。東条城攻撃でも一番槍を武功があった。永禄12年（1569年）掛川城の戦いでは軍奉行を務める。元亀元年（1570年）姉川の戦いでの武功により遠江浜名郡に70貫文を恩賞として与えられる。元亀3年（1572年）三方ヶ原の戦いで兄忠直が戦死したため、その家督を継承。以後も長篠の戦いを始め武田氏との戦いに従軍した。天正12年（1584年）小牧・長久手の戦いで活躍。天正14年（1586年）朝日姫の入輿では出迎え役を務める。天正17年（1589年）からは徳川秀忠に附属し、代々の官途名「摂津守」を名乗る。天正18年（1590年）徳川氏の関東移封に際し、相模大住郡に2300石を与えられた。